# كريس فان دم
كريس فـان دم هو سياسي هولندي، ولد في 9 يوليو 1963 في آبلدورن في هولندا. نشط حزبياً في حزب النداء الديمقراطي المسيحي. في الانتخابات التشريعية الهولندية 2017، انتخب عضو مجلس نواب هولندا ‏ (23 مارس 2017 – ).